# Sydostasiatiska mästerskapet i fotboll
Sydostasiatiska mästerskapet i fotboll, även AFF-mästerskapet och ASEAN-mästerskapet, är en regional fotbollsturnering som spelas vart annat år och organiseras av ASEAN Football Federation (AFF), vilken är en del av den asiatiska fotbollskonfederationen AFC.
Den spelas sedan 1996 och fram till 2004 kallades den Tiger Cup efter dåvarande huvudsponsorn Asia Pacific Breweries ölmärke Tiger Beer. Tävlingen döptes om till ASEAN Football Championship inför 2007 års upplaga då de inte hade någon sponsor. ASEAN står för Association of Southeast Asian Nations. Sedan 2008 kallas tävlingen the AFF Suzuki Cup då den japanska biltillverkaren Suzuki köpte rättigheterna till tävlingen.

## Nationer
- Australien
- Brunei
- Filippinerna
- Indonesien
- Kambodja
- Laos
- Malaysia
- Myanmar
- Singapore
- Thailand
- Vietnam
- Östtimor

## Resultat
| År   | Värdnation                                                                                   | Vinnare   | Tvåa       | Trea                    | Fyra       |
| ---- | -------------------------------------------------------------------------------------------- | --------- | ---------- | ----------------------- | ---------- |
| 1996 | Singapore                                                                                    | Thailand  | Malaysia   | Vietnam                 | Indonesien |
| 1998 | Vietnam                                                                                      | Singapore | Vietnam    | Indonesien              | Thailand   |
| 2000 | Thailand                                                                                     | Thailand  | Indonesien | Malaysia                | Vietnam    |
| 2002 | Indonesien Singapore                                                                         | Thailand  | Indonesien | Vietnam                 | Malaysia   |
| 2004 | Malaysia Vietnam                                                                             | Singapore | Indonesien | Malaysia                | Burma      |
| 2007 | Singapore Thailand                                                                           | Singapore | Thailand   | Malaysia · Vietnam      |            |
| 2008 | Indonesien Thailand                                                                          | Vietnam   | Thailand   | Indonesien · Singapore  |            |
| 2010 | Indonesien Vietnam                                                                           | Malaysia  | Singapore  | Filippinerna · Vietnam  |            |
| 2012 | Malaysia Thailand                                                                            | Singapore | Thailand   | Filippinerna · Malaysia |            |
| 2014 | Singapore Vietnam                                                                            | Thailand  | Malaysia   | Filippinerna · Vietnam  |            |
| 2016 | Burma Filippinerna                                                                           | Thailand  | Indonesien | Burma · Vietnam         |            |
| 2018 | 9 nationer Filippinerna Indonesien Kambodja Laos Malaysia Myanmar Singapore Thailand Vietnam | Vietnam   | Malaysia   | Filippinerna · Thailand |            |
| 2020 | Singapore                                                                                    | Thailand  | Indonesien | Singapore · Vietnam     |            |
| 2022 | 9 nationer Filippinerna Indonesien Kambodja Laos Malaysia Myanmar Singapore Thailand Vietnam | Thailand  | Vietnam    | Indonesien · Malaysia   |            |
| 2024 | 9 nationer Filippinerna Indonesien Kambodja Laos Malaysia Myanmar Singapore Thailand Vietnam |           |            |                         |            |
| 2026 |                                                                                              |           |            |                         |            |